# Sothis
Sothis je EP poljskog death metal sastava Vader. Diskografska kuća Baron Records objavila ga je u ožujku 1994. Pjesme 2. i 4. pojavile su se u poslijednjem albumu De Profundis, a pjesma 7. pojavila se u albumu Future of the Past.

## Popis pjesama
| 1.    | »Hymn to the Ancient Ones«              |                  | Piotr Wiwczarek                                | 1:52 |
| 2.    | »Sothis«                                | Paweł Wasilewski | Wiwczarek                                      | 3:46 |
| 3.    | »De Profundis« (instrumentalna skladba) |                  | Wiwczarek                                      | 1:31 |
| 4.    | »Vision and the Voice«                  | Wasilewski       | Wiwczarek                                      | 3:27 |
| 5.    | »The Wrath«                             | Wiwczarek        | Wiwczarek                                      | 4:54 |
| 6.    | »R'lyeh« (instrumentalna skladba)       |                  | Wiwczarek                                      | 1:53 |
| 7.    | »Black Sabbath« (obrada Black Sabbatha) | Ozzy Osbourne    | Osbourne, Tony Iommi, Geezer Butler, Bill Ward | 6:20 |
| 23:43 |                                         |                  |                                                |      |

## Zasluge
Vader
- Peter – vokal, gitara, bas-gitara
- China – gitara
- Doc – bubnjevi

Dodatni glazbenici
- Greg Skawiński – solo gitara (na pjesmi "Black Sabbath")

Ostalo osoblje
- Mariusz Kmiołek – izvršna produkcija
- Tom Bonarowski – produkcija, inženjer zvuka, miks
- Marcin Ograbek – inženjer zvuka (asistent)
- Krzysztof Lutostański – naslovnica albuma